# Ludovic Bource
Ludovic Bource (pronunciació francesa: [ly.do.vik buʁs]: /ly.do.vik buʁs/; nascut el 19 d'agost de 1970 a Pontivy) és un compositor francès més conegut per les seves bandes sonores. Va saltar a la fama internacional el 2011 en guanyar el Globus d'Or i el Premi de l'Acadèmia per la banda sonora de The Artist.

## Biografia
Bource va començar la seva carrera component música per a anuncis publicitaris, però més tard es va dedicar als curtmetratges, com ara En attendant (2000), Spartacus (2003), i Sirene Song (2005). Després de treballar per a Michel Hazanavicius a Mes amis, Bource s'ha convertit en un col·laborador assidu del director. Ha compost bandes sonores d'altres pel·lícules de Hazanavicius com OSS 117: Cairo, Nest of Spies (2006), la seva seqüela OSS 117: Lost in Rio (2009), i, més recentment, la pel·lícula muda en blanc i negre The Artist (2011). Aquesta última, gravada amb la Filharmònica de Brussel·les, va donar Bource fama internacional i va obtenir nombrosos premis, incloent un Premi César, un Globus d'Or i un Oscar. Va ser convidat a unir-se a l'Acadèmia d'Arts i Ciències cinematogràfiques, al juny de 2012, juntament amb altres 175 persones.

## Filmografia
| Any  | Títol                           | Notes |
| ---- | ------------------------------- | --- |
| 1999 | Mes amis                        | Pel·lícula |
| 2000 | C. D. D.                        | Curtmetratge |
| 2000 | En attendant                    | Curtmetratge |
| 2003 | Spartacus                       | Curtmetratge |
| 2005 | Sirene Song                     | Curtmetratge |
| 2006 | OSS 117: Cairo, Nest of Spies   | Pel·lícula |
| 2009 | Here to Stay                    | Documental |
| 2009 | OSS 117: Lost in Rio            | Pel·lícula |
| 2011 | The Artist                      | Óscar a la millor banda sonora BAFTA a la millor música original Boston Society of Film Critics Premi per la Millor Puntuació Broadcast Film Critics Association Award pel Millor Compositor César a la millor música escrita per a una pel·lícula Premio del Cinema Europeu al millor compositor europeu Globus d'Or a la millor banda sonora Las Vegas Film Critics Society Award per la Millor Puntuació Phoenix Film Critics Society Award per Millor banda sonora Original Washington DC Film Critics Association Award per la Millor Puntuació Nominat — Chicago Film Critics Association Award a la Millor banda sonora Original Nominat — Premi Grammy a la Millor banda sonora Nominat — Sant Diego Film Critics Society Award a la Millor banda sonora Original |
| 2012 | On the Other Side of the Tracks | Pel·lícula Originalment titulada De l'autre côté du périph |
| 2013 | Clear History                   | Pel·lícula de TV |